# Mycosphaerella magnusiana
Mycosphaerella magnusiana är en svampart som beskrevs av Jaap 1908. Mycosphaerella magnusiana ingår i släktet Mycosphaerella och familjen Mycosphaerellaceae.   Inga underarter finns listade i Catalogue of Life.